# Plounéour-Brignogan-plages
Plounéour-Brignogan-plages község Franciaország Bretagne régiójában, Finistère megyében. Új községként 2017. január 1-jén jött létre két korábbi község: Brignogan-Plages és Plounéour-Trez egyesítésével. Lakosainak száma 1955 fő (2022. január 1.).

## Népesség
| Lakosok száma | 1947 | 1922 | 1913 | 1912 | 1926 | 1940 | 1955 |
|               | 2015 | 2017 | 2018 | 2019 | 2020 | 2021 | 2022 |